# Zoo York
Zoo York — американська компанія, орієнтована на ринок скейтбордингу. В даний час компанія комерційно продає скейтборди, футболки, толстовки, вітровки, шапки, фанетки . 
Назва компанії взята від одного з найстаріших скейт-екіпажів Нью-Йорка, «Soul Artists of Zoo York». 

## Історія
Компанію заснували у 1993 році скейтбордисти Родні Сміт, Елі Морган Геснер та Адам Шатц, які розпочали власний бізнес після того, як компанія Сміта Shut програла судову битву через порушення торгової марки. Компанія зарекомендувала себе як найбільша фірма на Східному узбережжі завдяки додаванню графіті та культури хіп-хопу до їх дизайну.  Вперше компанія була продана Marc Eckō в 2001 році,  а через чотири роки бренд Zoo York продав права на використання свого імені Iconix Brand Group. 
У 2019 році партнери-засновники повернулись до зоопарку Йорк як креативні директори з метою надання стратегічного, дизайнерського та маркетингового розуміння бренду.  Директори також зосередились на нових ліцензіатах та партнерствах. Генеральний директор бренду Iconix Боб Гальвін заявляє, що «співпраця з творцями Zoo York допоможе нам відновити зв'язок із походженням бренду в вуличній культурі Нью-Йорка та повернути довіру до нього». 

## ЗМІ

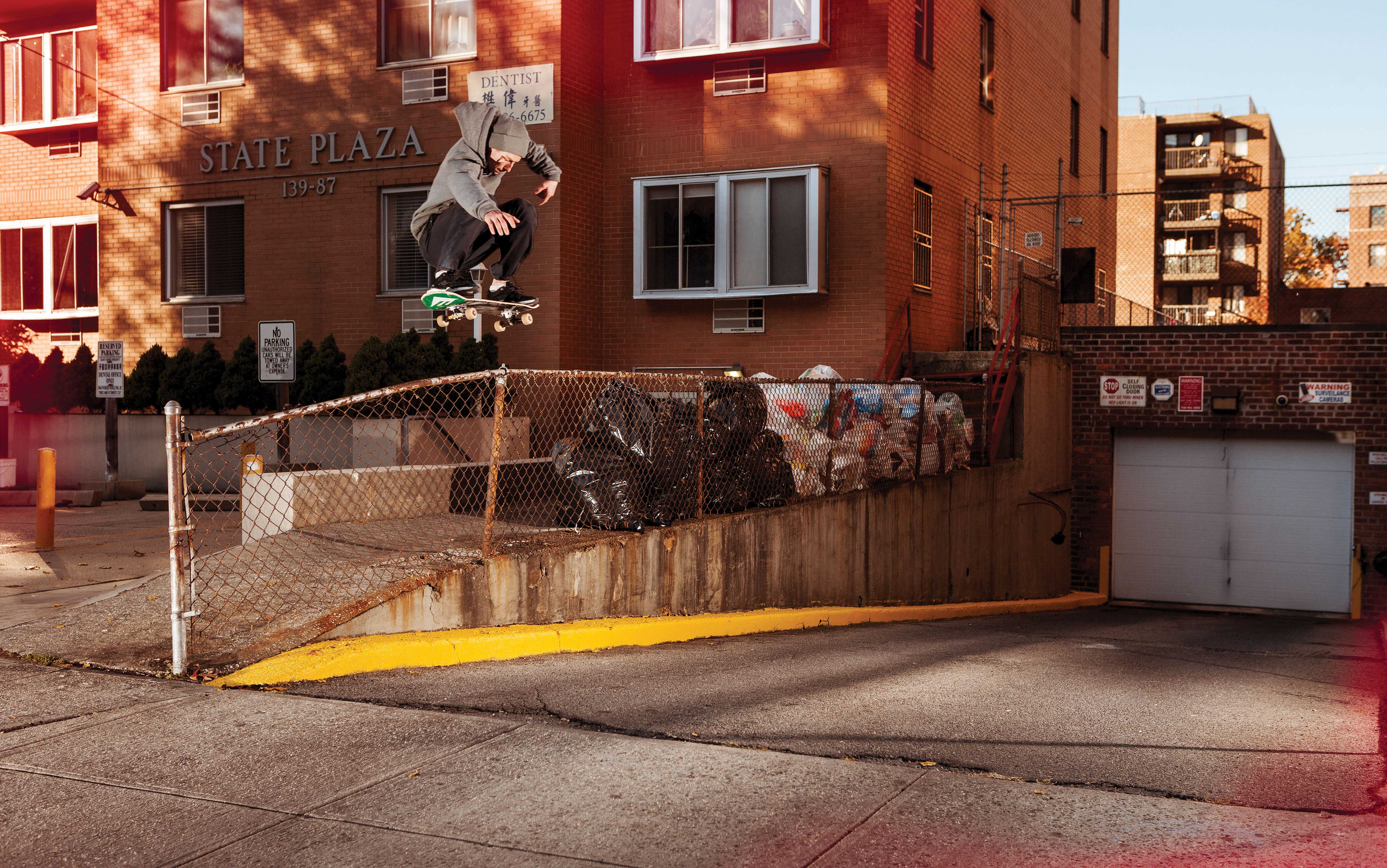
Скейтер із Zoo York Брендон Вестгейт робить фліп-фліп у Квінсі, штат Нью-Йорк

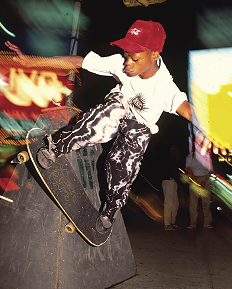
Скейтер із Zoo YorkГарольд Хантер робить схід на Таймс-сквер у 1989 році

Компанія випустила популярну серію мікшетів VHS.  
- Mix Tape (1998)
- Peep This (1999)
- Heads (1999)
- EST (2000)
- EST 2.0 (2001)
- EST 3.0 (2002)
- Unbreakable: Mix Tape 2 (2002)
- City Of Killers  (2003)
- EST 4 (2004)
- Острів Елліс (2005)
- Vicious Cycle (2005)
- Ласкаво просимо до Zoo York (2006)
- State of Mind (2009)
- Звіт польового агента ZY (2010)
- відео Chaz Ortiz (2012)
- справжній схід (2013)
- Король Нью-Йорка (2013)
- Східна конференція (2016)

Zoo York випустив телевізійне шоу на Fuel TV під назвою ' Skate Maps ', яке показує команду Zoo York на гастролях. У 2007 році команда Zoo York виступила на змаганнях із катання на скейтборді «Король дороги» журналу Thrasher Magazine. 

## Колишні гонщики команди
Брендон Вестгейт, Бертон Сміт, Гарольд Хантер, Рікі Ойола, Денні Супа, Кім Кардона, Чаз Ортіс, Гамільтон Харріс, Джеймі Сторі, Вінні Понте, Зеред Бассет та багато інших.     